# Ra's al Ghul
Ra's al Ghul, soms ook geschreven als Rā's al Ghūl (Arabisch: رأس الغول), is een fictieve superschurk uit de strips van DC Comics. Hij is voornamelijk een vijand van Batman. Hij werd bedacht door Dennis O'Neil en Neal Adams. Ra’s al Ghul werd gemaakt als een soort James Bondachtige schurk om Batman een meer epische vijand te geven.

## Biografie
Ra's al Ghul’s geschiedenis werd verteld in de graphic novel Batman: Birth of the Demon (1992) van Dennis O'Neil en Norm Breyfogle.
Ra’s al Ghul werd 600 jaar geleden geboren bij een nomadenstam in een woestijn ergens in Arabië. Al op jonge leeftijd had hij interesse in wetenschap. Daar hij dit niet kon leren als nomade, verliet hij zijn stam en trok naar de stad. Hij werd een arts.
Ra’s ontdekte het geheim van de Lazarus Pit, die iemand vrijwel onsterfelijk kan maken. Ra's redde een prins het leven door hem naar de Lazarus Pit te brengen. De prins werd echter gek als bijeffect van de behandeling en vermoordde Ra’s' vrouw Sora. Om wraak te nemen, infecteerde Ra’s de prins met een virus en liet zijn stam de stad plunderen. Hierna kwam Ra’s zelf bekend te staan als de "Demon's Head."
Dankzij de Lazarus Pit kon Ra’s eeuwenlang in leven blijven. Zijn oom gebruikte dezelfde techniek. Ra’s werd een meester in vele vormen van gevechten, waaronder schermen. Hij boekte grote successen en werd een rijk man. Uiteindelijk richtte hij “The Demon” op, een internationale organisatie. Een beruchte suborganisatie hiervan is "The League of Assassins".
Ra’s werd uiteindelijk een ecoterrorist met het plan een wereld met een perfecte natuurlijke balans te scheppen. Hiertoe was hij tot alles in staat, zelfs het uitroeien van de mensheid. Hiertoe gebruikte hij zijn eigen organisatie. Hij kwam gevaarlijk dicht in de buurt van wereldwijde genocide, ware het niet dat Batman en een aantal andere superhelden hem stopten. Dat Ra’s het hoofd achter de aanslag was werd pas veel later duidelijk. Ra’s werd nadien geregeld opgejaagd door veel superhelden en de autoriteiten, maar de onsterfelijke maniak wist keer op keer te ontkomen.
Ra’s kwam uiteindelijk aan zijn einde door toedoen van een van zijn twee dochters, Nyssa, die haar vader doodstak. Ze deed dit uit wraak omdat hij haar ooit had achtergelaten in een concentratiekamp. Batman liet Ra’s’ lichaam verbranden om te zorgen dat hij niet meer zou terugkomen. De League versplinterde na zijn dood.
Niet veel later werden Ra’s tweede dochter Talia en haar zoon Damian het doelwit van een mysterieus figuur genaamd de White Ghost, die Damian wilde gebruiken om Ra’s terug te halen. Bij een gevecht met Batman viel de White Ghost per ongeluk in de Lazarus Pit. Kort hierop bleek Ra's zijn bewustzijn in een ander lichaam te hebben overgeplaatst. Daar dit lichaam dodelijk ziek was had hij gehoopt Damians lichaam over te nemen. De White Ghost bleek zijn albinistische zoon Dusan te zijn, die hem uiteindelijk zijn lichaam aanbood. Na een verwisseling van beide zielen had Ra's weer een gezond lichaam, maar Dusan stierf spoedig. Batman probeerde Ra's met behulp van vervalste papieren voorgoed op te sluiten in Arkham Asylum, onder een medicatie die hem verlamde en de spraak ontnam. Dit was echter van korte duur: toen er eenmaal een fout werd gemaakt in de dosis ontsnapte Ra's weer.

## Familie

### Nyssa
In Batman: Death and the Maidens (2004) van Greg Rucka werd onthuld dat Ra’s in de 18de eeuw een kind had verwekt in Rusland. Deze dochter, Nyssa, wilde haar vader vinden. Toen dit lukte gaf hij haar een hoge positie in zijn organisatie daar hij onder de indruk was van haar talenten. Hij stond zelfs toe dat ze de Lazarus Pit gebruikte. Nyssa werd uiteindelijk onzeker van Ra’s plannen en verliet hem. Gedurende de Tweede Wereldoorlog liet hij haar achter in een concentratiekamp. Dit leidde tot Nyssa’s wraakplannen, die werden voltooid toen ze Ra’s doodde. Later werd ze door Cassandra Cain vermoord die de leiding over haar factie van de League overnam.

### Talia
Talia is Ra’s tweede dochter, die hem vele jaren vergezelde. Zij heeft nu blijkbaar controle over “The Demon”. Talia heeft zelf een zoon, Damian, wiens vader Batman is. Toen Batman en Talia een relatie kregen, begon Ra’s Batman zelfs als mogelijke opvolger te zien, maar hij kwam uiteindelijk terug op deze beslissing. Later raakte Talia vervreemd van Ra's.

### White Ghost
Dusan al Ghul is Ra's al Ghuls enige zoon. Omdat hij een albino is had Ra's weinig met hem op, en hield hij hem enkel uit medelijden in leven. Dusan geeft uiteindelijk zijn eigen lichaam op om zijn vader het leven te schenken, en is hem dus als enige trouw gebleven.

### Sensei
Een van de hoogste leden van de League of Assassins. De Sensei bleek later Ra's al Ghuls vader. Hij kijkt echter behoorlijk neer op zijn zoon.

## In andere media

### Films
- Ra’s al Ghul werd gespeeld door Liam Neeson in de film Batman Begins. In deze film is Ra’s eerder een bestrijder van decadentie en corruptie, die het hoofd is van een eeuwenoude organisatie gewijd aan het behouden van orde in de wereld. Zijn methoden zijn echter zeer radicaal. Hoewel in de film niet wordt vermeld dat hij onsterfelijk is, wordt dit wel gesuggereerd middels de opmerking dat de organisatie al vele rijken ten onder heeft zien gaan, waaronder het Romeinse Rijk. Ra's al Ghul verschijnt kort in The Dark Knight Rises. Wederom wordt Ra's vertolkt door Liam Neeson, maar Josh Pence vertolkt ook een jongere versie van Ra's al Ghul.

### Televisieseries
- Ra’s al Ghul deed mee in Batman: The Animated Series als hoofd van de "Society of Shadows". In deze serie wil hij eveneens Batman tot zijn opvolger maken en de wereld verlossen van de mensheid.
  - Dezelfde versie van Ra’s al Ghul verscheen ook in Superman: The Animated Series, waarin hij, als de Lazarus Pits hem niet meer blijken te verjongen, Supermans krachten probeerde te stelen.
  - In Batman Beyond verscheen zijn dochter Talia opnieuw ten tonele, totdat bleek dat Ra's zijn bewustzijn in haar lichaam had overgebracht.
- In de DC Comics tv-serie Arrow, die in 2012 begon, doet Ra's al Ghul intrede in seizoen drie, al werd er in seizoen 2 al een paar keer naar hem gerefereerd. Hij wordt gespeeld door Matt Nable. Hij is de primaire antagonist van seizoen 3, waarin hij Oliver Queen tot zijn opvolger wil maken. Aan het eind van dit seizoen verslaat en doodt Oliver hem in een duel, waarna de titel van Ra's al Ghul overgaat op Malcolm Merlyn.
- Ra's al Ghul komt voor in de live-action televisieserie Gotham. Ra's werd gespeeld door Alexander Siddig.

### Videospellen
- Ra's en Talia verschijnen in het videospel Batman: Arkham City. Hierin blijkt hij opdracht te hebben gegeven aan Hugo Strange om achter Batman aan te gaan. Uiteindelijk lijkt Ra's dood te zijn gegaan. Toch verschijnt Ra's nog in levenden lijve in het laatste spel Batman: Arkham Knight. De stem van Ra's al Ghul voor de Arkham-spellen werd ingesproken door Dee Bradley Baker.